# Viscount Windsor
Viscount Windsor ist ein erblicher britischer Adelstitel, der je einmal in der Peerage of Ireland und der Peerage of the United Kingdom verliehen wurde. 

## Verleihung
Erstmals wurde am 19. Juni 1699 der Titel Viscount Windsor, of Blackcastle, in der Peerage of Ireland für den englischen Politiker und Militär Hon. Thomas Windsor, einem jüngeren Sohn des Thomas Windsor, 1. Earl of Plymouth, geschaffen. Am 1. Januar 1712 wurde ihm zudem in der Peerage of Great Britain der nachgeordnete Titel Baron Mountjoy, in the Isle of Wight, verliehen. Beide Titel erloschen beim Tod seines Sohnes, des 2. Viscounts, am 25. Januar 1758. 
In zweiter Verleihung wurde am 18. Dezember 1905 der Titel Viscount Windsor, of St Fagans in the County of Glamorgan, in der Peerage of the United Kingdom für Robert Windsor-Clive, 14. Baron Windsor, neu geschaffen. Zusammen mit der Viscountcy wurde ihm auch der übergeordnete Titel Earl of Plymouth neu verliehen. Der Heir apparent des jeweiligen Earl of Plymouth verwendet seither den Höflichkeitstitel Viscount Windsor. Zudem hatte er bereits 1869 von seiner Mutter den Titel Baron Windsor geerbt, der am 3. November 1529 in der Peerage of England, geschaffen worden war.

## Liste der Viscounts Windsor

### Viscounts Windsor, erste Verleihung (1699)
- Thomas Windsor, 1. Viscount Windsor (1669–1738)
- Herbert Windsor, 2. Viscount Windsor (1707–1758)

### Viscounts Windsor, zweite Verleihung (1905)
- Robert Windsor-Clive, 1. Earl of Plymouth, 1. Viscount Windsor (1857–1923)
- Ivor Windsor-Clive, 2. Earl of Plymouth, 2. Viscount Windsor (1889–1943)
- Other Windsor-Clive, 3. Earl of Plymouth, 3. Viscount Windsor (1923–2018)
- Ivor Windsor-Clive, 4. Earl of Plymouth, 4. Viscount Windsor (* 1951)

Heir apparent ist der Sohn des aktuellen Titelinhabers, Robert Windsor-Clive, Viscount Windsor (* 1981).